# تلمبه حسین‌آباد
تلمبه حسین‌آباد، یک آبادی از توابع بخش مرکزی، شهرستان شهربابک در استان کرمان ایران است.

## جمعیت
این آبادی در دهستان استبرق قرار دارد و براساس سرشماری مرکز آمار ایران در سال ۱۳۹۵، خالی از سکنه دائم بوده‌است.